# 隔離 (山達基)
隔離是指如果山達基人的朋友、同事或家人對山達基教懷有敵意，山達基人與其斷絕一切關係的做法。這種斷絕關係的做法是回避的一種形式:144 : 144 。在山達基教中，隔離被视为一個自我決定，并且是消除一个人精神成长障碍的重要方法。在某些情况下，隔離会导致婚姻破裂，并使孩子与父母分离  。
山达基教会一再否认存在这样的政策，尽管截至2012年2月該組織官方網站上仍承認這一做法並描述其為人权。在美国，教会试图在法庭上辩称，斷絕關係是受宪法保护的宗教习俗。然而，這一論點在法庭上被駁回，因為山達基信徒所受到的宗教壓力意味著隔離行動並非自願或自由選擇。 

## 政策
山達基將反對教會的人称为“壓抑者”或“潛在麻煩來源”。教會教導，与这些人交往会阻碍山達基人在“通往完全自由之橋”上前进。
在經典《山達基品格入門》中， L·罗恩·賀伯特阐述了这样的教义：通过与壓抑者联系，山達基人可能成为潛在麻煩來源（PTS）：
 
賀伯特将“处理”定义为通过沟通来缓和针对敌对个体的情况的行为，而“隔離”则定义为决定切断与另一个人的沟通:206 : 206 。賀伯特还写道，当敌对者是近亲时，品格官应该建议“处理”，而不是“隔離” :208 : 208 。他還提到，與壓抑者隔離失敗或者拒绝與其隔離的行爲本身就是“壓抑的”行爲:209 : 209 。英国政府援引的一个案例是，一名六岁女童因不肯与母亲隔離而被宣判為“壓抑者”。社会学家罗伊·沃利斯 (Roy Wallis)报告称，儘管与“壓抑者”有联系的山達基人通常会被要求或是“處理”或是“隔離”，但是他发现一些“品格命令”（Ethics Orders）要求進行無條件“隔離”。 :144 : 144 
[在兒童監護權案中]有大量證據表明山達基如何破壞婚姻並使兒童與父母疏遠。他舉例說明了所使用的「殘酷和不人道的紀律措施」。這些方法封鎖了所有的推理能力，一切都必須付出代價。
根据教会的声明，“隔離”是“最后的手段”，只有在反对山达基教的人仍不停止反对的情况下才会使用——即使在他们获得了关于山达基教的“真实数据”之后也是如此，因爲教會認爲，通常只有持有虚假数据（即非官方經典）的人才是对教会持反对态度的。 
最初，“隔離”不仅意味着终止与某人的交流，还意味着公开宣布。 :144 : 144 山达基教期刊《聽析員》會列出一系列真名實姓的隔離通知:144 : 144 。山达基人还会经常给“壓抑者”發送信函，警告他们已被“隔離”。 :145 : 145 罗伊·沃利斯采访了许多被宣布为“壓抑者”的人，其中一些人收到了数百封这样的信件:145 : 145 。山达基人还被要求采取“任何必要的民事行动，如公開否认、分居或离婚”来切断与壓抑者”之間的联系。 
该政策于1965年在賀伯特撰写的一封政策信中提出。不久之後的1968年，賀伯特出台了《改革法典》废除了“公平游戏”和“安全检查”，并取消了“为那些遭受家庭压迫的人提供的“隔離”的解脫”。不过實際上，只有這些字眼被停用了以避免繼續造成公關危機，但實際上這些做法以新的名稱仍然在繼續進行:188 : 188 。当新西兰政府设立山达基教调查委员会時，L·罗恩·賀伯特致信稱，“隔離”已经取消了，而且没有打算恢复。委员会对这封信表示欢迎，但指出賀伯特并没有承诺永远不再引入“隔離”這一做法。
乔恩·阿塔克 (Jon Atack)在他的书《一片蓝天》中引用了一份1982年8月的内部文件，他声称该文件重新正式引入了“隔離”政策:35 : 三十五 。由于看到“隔離”政策再次啓用，而且甚至并非是最後的一步，一群英国山达基人于1984年退出教会，但仍保留著山达基信仰。他们的解释是，L·罗恩·賀伯特的教义“鼓励家庭团结”，因此“隔離”的政策是“一种曲解或误用”。

## 應用範例

### 1960年代
1966年，英国报纸《每日邮报》援引了山達基人卡伦·亨斯洛（Karen Henslow）在8月份写给她母亲的一封“隔離”的信：
親愛的媽媽，我特此與您斷絕關係，因為您對我的壓抑。你評判我，讓我無效，打斷我，抹去我所有的收穫。你正在毀掉我。

從現在起，我[無法閱讀]認為自己與你斷絕了關係，我不想再看到你或收到你的消息。從現在開始，你不再存在於我的生活中。 
三十岁的亨斯洛患有躁狂抑郁症，在她與母親斷絕關係時，她已经担任山達基職員两周了。这封信也附有第二封信，對第一封信表示道歉，并表示这封信是在未经她许可的情况下寄出的:180 : 180 。
雷蒙德·白金汉（Raymond Buckingham）是一位在美國紐約曼哈顿经营声乐学校的歌手，他的一名学生招募他加入了山达基教。他被要求与一位被贴上“壓抑性”标签的商业伙伴“隔離”。当他公开反对山达基教时，他的山达基教學生們就与他断绝了关系，并且拒绝向他支付报酬。其中一位學生是著名歌手，他曾爲其安排了一系列演出:79–80 。
罗伊·沃利斯复制了1965年的一项“隔離命令”，该命令要求山達基人与美国食品药品监督管理局的出版物“隔離”。文件中指出，“他接触到的食藥監局文献根本就不应该被阅读:147。”  
1970年，山达基教会曾因英國国会议员杰弗里·约翰逊-史密斯 （Geoffrey Johnson-Smith）在BBC电视台发表的负面评论而试图起诉他，但未果。为了捍卫他关于家庭被疏远的说法，他在法庭上提供了具体案件的证据。法官表示，没有山達基人对这些指控提出异议，这“令人震惊”。
1969年，新西兰政府对山达基教会展开正式调查。随后的邓布尔顿-波尔斯报告引用了多封“隔離”的信件，还复制了一些“品格命令”，其中列出了“不得以任何方式与之联系”的镇压人员。十几岁的山達基人艾琳·奥唐纳曾写信给她的非山達基人姨妈：“如果你试图给我打电话，我不会接，我不会读你发来的任何邮件，我拒绝以任何方式与你有任何联系。一切交流都被彻底切断”。委员会的结论是，山達基人必须在家庭关系和继续参与山达基教之间做出选择。
1971年英国政府对山达基教的调查以及随后的福斯特报告复制了一系列内部“品格命令”。其中一封信的日期是1967年11月，涉及一位要求退款的会员。声明中称他为壓抑者，并继续写道：“与他有关的所有人都被宣布为“潜在麻烦源”，在他们提供处理或“隔離”的书面证据之前，不得接受培训或处理”。
不可思议弦乐团的经理乔·博伊德在1970年代初曾是一名山達基人。后来，有人告诉他，那些敌视山达基教的朋友正在妨碍他的进步，他必须与他们“隔離”，于是他便离开了。 
西里尔·沃斯珀因违反山達基教的品格與司法准则而被宣布为“敌人”。这段话被转述在他的书《心灵扭曲者》中，书中写道：“任何与他有联系的人，除非以书面形式与他“隔離”，否则不得接受处理或培训。” 

### 1980年代和1990年代
1982年，大卫·梅奥 (David Mayo)和其他前山达基教会高管因涉嫌违法行为而受到内部的“证据委员会”的调查。该委员会发布了一项永久性的“隔離”令，禁止所有其他山達基人与被告接触。 :306 : 306 
在《一片蓝天》書中，乔恩·阿塔克描述了自己在1983年被勒令与一位朋友“隔離”的经历，当时该政策刚刚重新实施。 :35 : 三十五 
英国法官拉蒂 (Justice Latey)在1984年高等法院的判决中考虑到了山达基教的许多方面，他写道：“已经给出了许多（有關“隔離”的）例子，并有证据证明。”作为例子，他引用了两封“隔離”的信件。其中一封是一位山達基人写给他的未婚妻的。另一封信中，一名男子写信给他的生意伙伴兼前朋友：“你现在与教会作对，这不仅是一种“壓抑”，而且会危害你、你的家人以及与你有关的任何团体的生存。”
那一年，《每日郵報》列举了更多“隔離”的例子，包括一名13岁男孩与父亲“隔離”，以及一名女子称其未婚夫被迫抛弃她。涉事的未婚夫称“这是个人决定”，而山達基教會发言人则否认存在拆散关系的政策。
此外，在1984年，《星期日邮报》采访了格列佛·史密瑟斯，他曾是一名山達基人，14岁时就离开了该教會位于聖崗莊園的基地。史密瑟斯解釋道，“隔離”是聖崗人日常生活的一部分，“當一個人被社群所排斥之後，這事就會口口相傳。這人會被無視和回避。我們從小就被這樣教導。” 
在1980年代的一场漫长的法庭案件中，前成员劳伦斯·沃勒斯海姆成功辩称，他被迫與妻子、父母和其他家庭成员“隔離”。由于該“隔離”并非自愿，因此并不屬於受法律保護的宗教活動。
1995年，英国当地报纸《今日肯特》采访了保琳·戴 (Pauline Day)，她的女儿海伦 (Helen) 是一名山達基人，她给她发了一封“隔離”的信，随后断绝了所有联系，甚至换了电话号码。山达基教会的一名发言人否认这一决定与教会有任何关系。

### 21世纪
2005年，《水牛城報》的一项新聞调查采访了山達基人弗雷德·伦诺克斯（Fred Lennox）的姐妹和兄弟。据他们说，弗雷德·伦诺克斯受到山達基教會的操纵和经济剥削。该报还援引了内部所谓的“品格命令”，指示他“處理或隔離”她妹妹塔尼娅（Tanya），因为她在网上发表了反科学教的言论。伦诺克斯本人和山达基教会的发言人否认了这一点。 
前山達基人托里·克里斯特曼告诉《滚石》杂志，她离开教会后，她的山達基人丈夫和朋友都拒绝和她说话。 
2008年1月，教主大衛·密斯凱維吉的侄女詹娜·密斯卡维吉·希尔 (Jenna Miscavige Hill)公开讲述了该政策对她家庭的影响。她透露说，她的父母离开教会后，仍然留在教会的她被禁止接电话，以防她和他们说话。她的父母以采取法律行动相威胁，教會才偶尔允许她与父母见面。另一名山達基人第二代阿斯特拉·伍德克拉夫特（Astra Woodcraft） 告诉美国广播公司的《夜线》节目，她的父亲离开教会后，當時仍是教會成員的她就被禁止与父亲有任何接触，她只能利用每周洗衣服的时间偷偷与他见面。
为了制作电视纪录片《我与山达基教》，BBC 《廣角鏡》節目團隊采访了两位母亲，她们山達基教的女儿已经与她們“隔離”，其中一位已“隔離”长达近七年。前山達基人迈克·亨德森向《全景》节目表示，他作为信徒的期间从未与父亲说过话。亨德森脱离山达基教后，他与父亲恢复了联系，但家里的大多数人均早已因此与亨德森断绝了联系。
演员傑森·貝吉声称，在他2007年脱离山达基教会后，留在教会的以前的朋友就与他断绝了联系。
2009年，一位名叫克拉克（Shane Clark）的男子即将被宣布为镇压者，因为他受雇于《永远的打击：山达基铁幕背后》一书的作者 Marc Headley。克拉克秘密录下了他和山达基教发言人汤米·戴维斯及其妻子杰西卡·费什巴赫之间的会面。在录音带中，可以听到戴维斯不仅威脅會宣告克拉克為“壓抑者”，還告诉他會斷絕聯係。克拉克后来還是被宣告，他的家人与他“隔離”。尽管有直接证据表明事实如此，戴维斯在接受美国有线电视新闻网采访时仍否认了“隔離”政策的存在。 电影导演保罗·哈吉斯在2009年退出山达基教的信中对此提出异议。哈吉斯写道：“我们都知道有这种政策”，并说他的妻子曾被命令与她已退教的父母“隔離”，“尽管这给她带来了巨大的个人痛苦。一年半的时间里，她没有和父母说话，他们也很少有机会见到孙子。那是一段可怕的时光。”对此，教會發言人戴维斯重申，教会没有“隔離”的政策。 
2013年，女演员莉亞·蕾米妮公开退出教会，雷米尼的姐姐妮可透露，她和其他家人也纷纷退出教会，以避免因教会的“隔離”政策而受到拆散。 

## 宗教学者的评论
美國《圣彼得堡时报》就山达基教的“隔離”問題咨询了三位宗教学者，其中两位學者是该教會所推荐的。 圣路易斯华盛顿大学的 FK 弗林 (FK Flinn) 表示，在新興宗教中，回避宗教信仰的做法十分常见。他将“隔離”与耶和华见证人所实行的“切斷交往政策”（dis-fellowship）进行了类比。
并非所有宗教学者都认同这一观点。美国宗教研究所的J·戈登·梅尔顿 (J. Gordon Melton ) 表示，这种“隔離”比大多数當代宗教的政策更为严重。富勒神学院的牛顿·马洛尼也将该政策描述为“过于极端”。 《布法罗新闻》的报道咨询了阿尔伯塔大学的史蒂芬·A·肯特，他表示，对批评者（包括该成员自己的家人）的敌意是山達基教的品格與司法中根深蒂固的一部分，因爲教会的生存至关重要。 

## 在流行文化中
美國小説家威廉·S·巴勒斯曾短暂涉足过山达基教，并在1960年代末期对该教进行了广泛的论述，在他的小说作品中融入了一些该教的术语，同时还撰写了有关该教的非虚构文章。他在《阿里的微笑：赤裸的山达基》（Ali's Smile）和其他作品中，以山达基教的语境使用了“隔離”一词。但最终，他还是放弃了山达基教，并于1970年在《洛杉矶自由新闻报》的一篇社论中公开批评了该教。